# ヨハン・ヨーゼフ・ガスナー

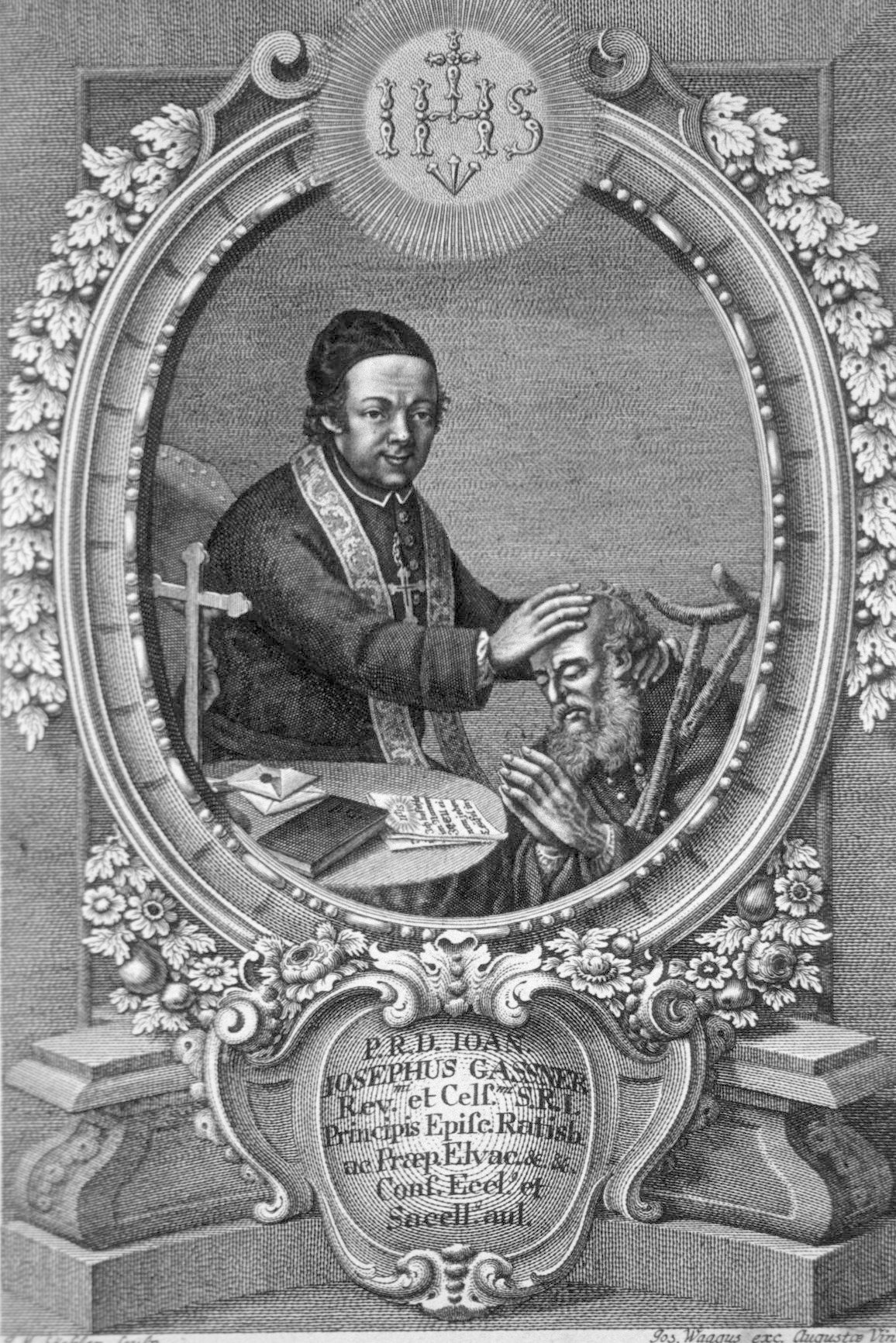
ヨハン・ヨーゼフ・ガスナー

ヨハン・ヨーゼフ・ガスナー・ガスナー神父（独: Johann Joseph Gaßner, 英: Johann Joseph Gassner, 1727年8月22日 - 1779年4月4日）は、カトリック司祭であり、祓魔師。また、フランツ・メスメルとの関係で、心理学や催眠の歴史に重要な役割を果たした。

## 生涯
ガスナーは、1727年にオーストリアのフォアアールベルク州、ブリューデンツ近郊のブラーツ村で生まれた。彼は1750年に聖職者となり、クレスターレという町で活動を始めた。彼はそこで初めて、自分にとりついた悪魔を祓魔し、それ以来祓魔術を使った治療を始めた。ガスナーは近隣の有力者を治療することで名声を得たが、同時に反対者も多く現れた。反対者の多くは成功に対する妬みから、一部は当時の啓蒙主義的な時代の流れからだった。
1775年、レーゲンスブルクの司教は、ガスナーに対し異端審問を要請した。結果はガスナーに有利であったものの、司教は彼に、祓魔術を慎むよう要請した。時のバイエルン選帝侯、マクシミリアン3世ヨーゼフも、ガスナーの審査を指示した。選帝侯は進歩的、啓蒙的な思想の持ち主だったことから、当時ウィーンで動物磁気（メスメリズム）という”最新医学”による治療を行っていたフランツ・メスメルをミュンヘンへ招聘した。メスメルは、同年11月に公開実験を行い、動物磁気によってガスナー神父が行っていた”奇跡”と同様の現象を起こして見せた。メスメルは「ガスナー神父の祓魔術は、本人がただそれと知らずに動物磁気で直していただけだ」と報告した。ガスナーは、彼に好意的でない、そしてメスメルに好意的であったウィーンの宮廷からの差し金で、バイエルン州のポーンドルフ（現在のヴィンクラルン）に左遷された。ローマ教皇庁も教皇ピウス6世が調査を指示したが、結果はガスナーに祓魔術を典礼に基づき厳格に行えと指示するものだった。
ガスナーは、1779年に左遷先のポーンドルフで、失意の元亡くなった。

## ガスナーと催眠

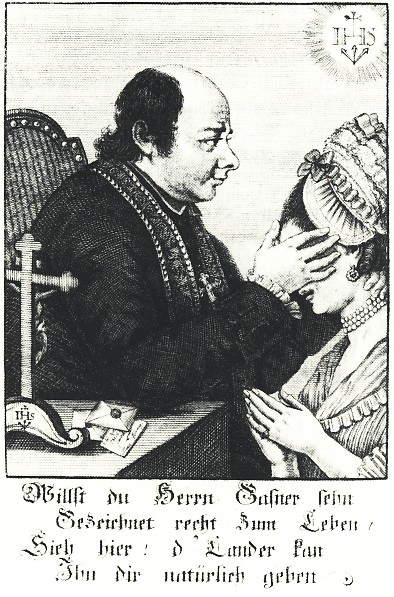
フランツ・クサーヴァ・ユンクヴィルトの銅版画に描かれたガスナー

ガスナーはメスメルに敗れたものの、その後敗れたことで後世に名を残すことになった。ガスナーの治療手法は詳細に記録されており、それは現在の催眠に通じるところが多い。そのため、彼は近代催眠の先駆者と言われている。
心理学の歴史家、アンリ・エレンベルガーは、祓魔術から動物磁気、催眠術と、主な現代力動精神医学体系との間に中断ない連鎖があると言っている。そして、ガスナーとメスメルが衝突した1775年こそが、力動精神医学が成立した年だと断言する。またさらに、「彼をめぐって荒れ狂った論戦の対象は…それは新しい啓蒙主義と古い伝統勢力との闘争だった。ガスナーの敗北は”啓蒙された”時代の要求を満足させる宗教と全然結びつかない治療法への道をなだらかにするものであった」と言う。
ガスナーを破ったメスメルの動物磁気説も、そのわずか10年後、1785年にはパリでその存在を否定する判断がなされる。これらの現象が、現在催眠と呼ばれるものとして科学の俎上に乗るには、その後まだ100年近い時を必要とした。